# Cápsula fulminante

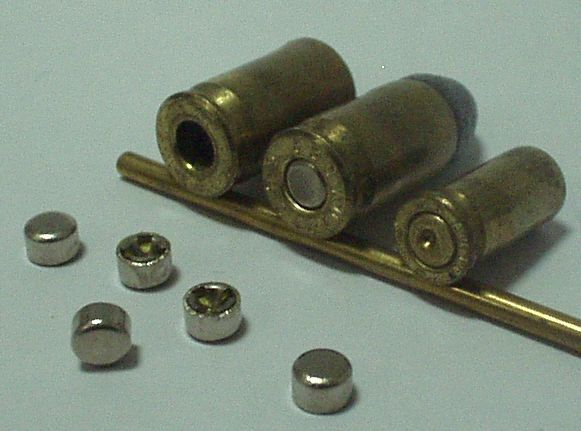
Arriba, de izquierda a derecha, puede verse una vaina con la cápsula fulminante extraída, un cartucho sin disparar y una vaina disparada. Abajo a la izquierda, varias cápsulas fulminantes (tipo boxer).

Se entiende por cápsula fulminante o pistón la parte del cartucho donde se aloja la materia explosiva (fulminante) destinada a iniciar la inflamación de la carga explosiva (propelente) que propulsará el proyectil.
En los cartuchos de percusión central, la cápsula fulminante se encuentra situada en una cavidad en el centro de la base del cartucho (culote), mientras que los cartuchos de percusión anular no disponen de dicha cápsula y el fulminante se encuentra dispuesto en forma de anillo siguiendo la periferia de la base del cartucho. En este caso, el percutor del arma, en vez de golpear la cápsula en el centro debe golpear cualquier punto de dicho anillo o reborde para producir la ignición. En los antiguos cartuchos Lefaucheux la cápsula fulminante estaba situada dentro del casquillo y cerca de la base, siendo detonada por una pequeña varilla de metal o espiga que sobresalía perpendicularmente.

## Historia

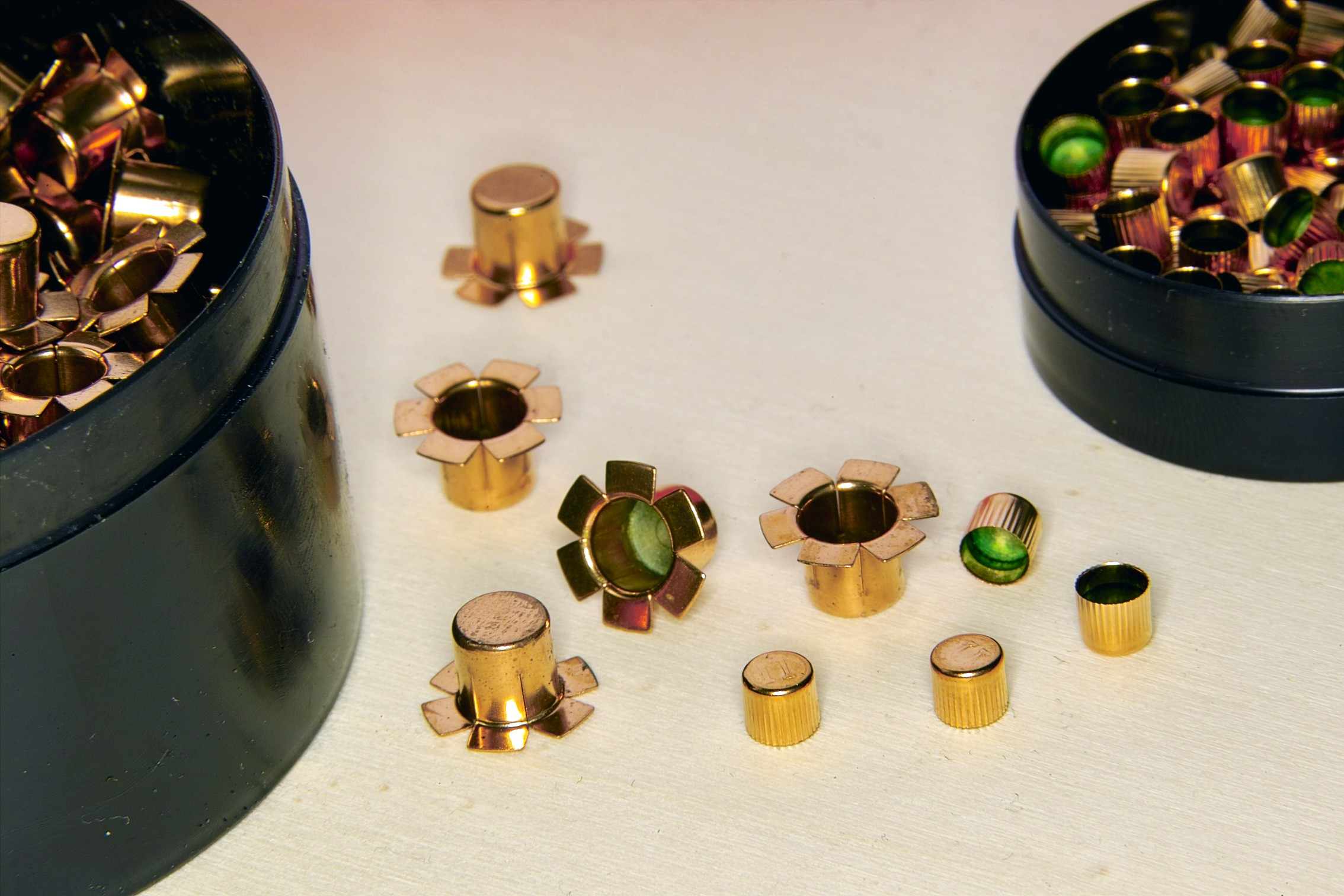
Cápsulas fulminantes para armas de percusión.

La cápsula fulminante o pistón inicialmente fue concebida para las armas de percusión, surgidas a principios del siglo XIX. Esta cápsula se colocaba sobre la boquilla del fogón, a la que se dio el nombre de "chimenea", la cual estaba ubicada en el exterior de la recámara del cañón y estaba comunicada a esta por medio de un orificio (oído). Al ser golpeada por el martillo, la mezcla fulminante detonaba, proyectando una llamarada caliente en el oído y luego en la pólvora de la carga que estaba en el cañón, produciendo la salida del proyectil.
La invención de la cápsula fulminante supuso el definitivo paso para el desarrollo del sistema de percusión, ya que los anteriores inventos diseñados para este sistema utilizando fulminantes sin cápsula habían resultado poco eficaces. 
El inventor de la cápsula fulminante sigue siendo discutido en la actualidad, pero parece ser que el primero en patentarla fue François Prélat en 1818. Otros investigadores que reclaman para sí el invento son Joshua Shaw, el célebre armero londinense Joseph Egg, James Purdey y el coronel Peter Hawker. En cualquier caso, fue Henry Deringer el primero en utilizarlas comercialmente en pistolas.
Con el posterior invento de las armas de retrocarga y los distintos tipos de cartucho a mediados del siglo XIX, la cápsula fulminante junto con la carga explosiva (pólvora) y la bala, quedarían integrados dentro del mismo cartucho.

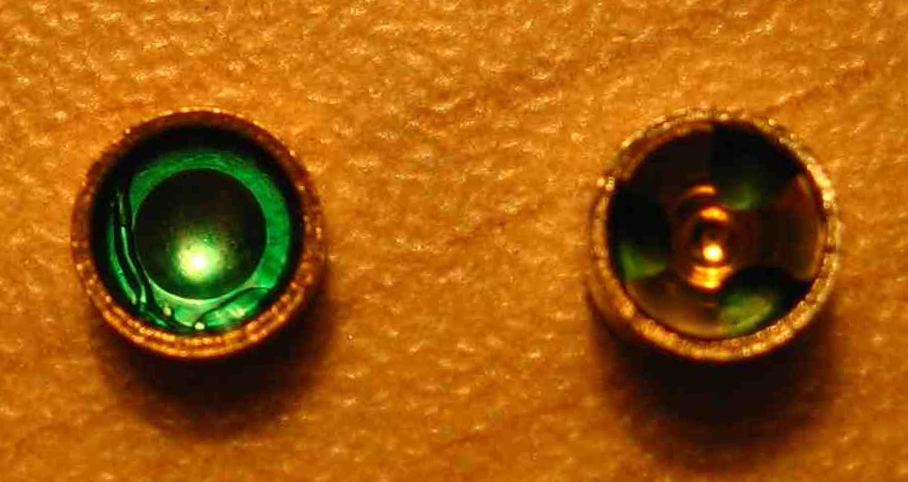
Cápsulas fulminantes para cartuchos de percusión central tipos Berdan (izquierda) y Boxer (derecha).

Hasta mediados del siglo XX, la sustancia más utilizada fue el fulminato de mercurio, aunque es tóxico (envenenamiento por mercurio) y libera al aire vapores tóxicos de mercurio al estallar. Además, es inestable y bastante sensible al agua, los choques y la electricidad estática. Además, el mercurio, si no está estabilizado, es corrosivo para los metales con los que se amalgama naturalmente. Finalmente, uno de los aditivos que se añadía a menudo, el clorato de potasio, también corroía los cañones de los fusiles. Por estas razones, se le mezclaba generalmente con un barniz para estabilizarlo y se encerraba en una cápsula metálica estanca y sólida, para que una sola percusión precisa y violenta pudiera provocar su explosión.
En 1927, Remington fue el primer fabricante de armas en difundir uno de los primeros fulminantes no corrosivos (bajo la marca "Kleanbore"), pero los fulminantes a base de mercurio, sin embargo, fueron utilizados durante mucho tiempo para los cartuchos de caza y de tiro al plato e incluso en las pequeñas municiones de las armas cortas, exponiendo así a los tiradores, en interiores, a los vapores de mercurio. El fulminato de mercurio también fue utilizado por Nobel para hacer fulminantes de explosivos destinados a trabajos de minería.
El fulminato de mercurio ha sido poco a poco reemplazado, desde hace unos años, por otros productos más estables y no corrosivos, como el estifnato de plomo o la azida de plomo (PbN6), por ejemplo, o el nitrato de bario, que ha reemplazado al clorato de potasio. Estos fulminantes son menos tóxicos que los antiguos, pero no inofensivos.
La fabricación de fulminantes, aunque sometida, desde mucho tiempo, a principios de seguridad reforzados, ha dado lugar a numerosos accidentes, generalmente a causa de errores humanos o malicia.

## Tipos de cápsulas fulminantes

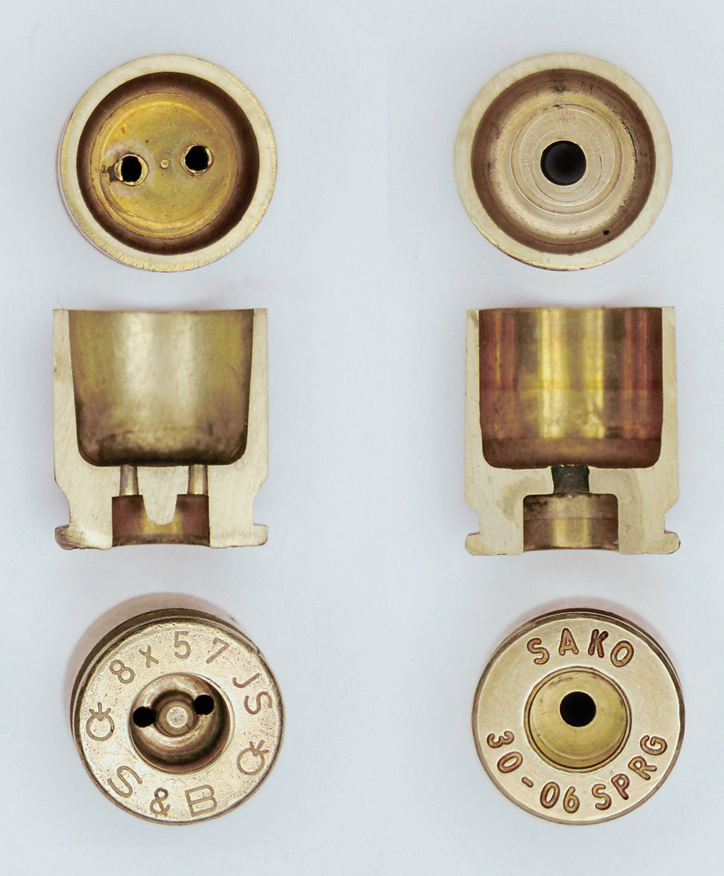
Sistemas Berdan y Boxer.

En los cartuchos de percusión central existen dos grandes grupos de cápsulas fulminantes: el sistema Boxer y el sistema Berdan. Su principal diferencia estriba en dónde está ubicado el "yunque". El yunque es una pequeña pieza fundamental para la ignición del fulminante, ya que para que se produzca la explosión de la mezcla iniciadora esta tiene que ser aplastada, y eso se consigue gracias al efecto del golpe de la aguja percutora sobre el yunque.
- Sistema Boxer: Fue inventado en Inglaterra en 1867 por el coronel Edward Mounier Boxer, de la Royal Artillery.[4] El yunque forma parte de la cápsula, constituyendo una unidad; la comunicación con la pólvora se realiza por medio de un orificio (oído) en el centro de la vaina, por el cual sale la lengua de fuego.[8]

- Sistema Berdan: Fue inventado en los Estados Unidos en 1866 por el coronel Hiram Berdan, del US Army.[4] El yunque forma parte de la vaina y transmite el fuego de la cápsula a la pólvora a través de dos orificios (oídos), uno a cada lado del yunque.[8]

La mayor parte de la munición comercial lleva cápsulas fulminantes tipo Boxer, mientras que la militar suele llevarlas tipo Berdan.

A la izquierda y centro, cartuchos de percusión central tipos Boxer y Berdan. A la derecha, cartucho de percusión anular.